# Ханс-Георг Шварценбек
Ханс-Георг Шварценбек е бивш немски футболист, световен и европейски шампион. През цялата си кариера играе само за един клубен отбор – Байерн Мюнхен. Заедно с Франц Бекенбауер е дългогодишен централен защитник на тима на баварците. Има 426 изигани мача с екипа на Байерн и 21 отбелязани гола.

## Кариера
Дебютира за Байерн Мюнхен през 1967 г. във финала за Купата на Германия срещу Хамбургер, който баварците печелят с 4:0. Същата година вдига с Байерн КНК. През сезон 1968/69 печели и първата си титла на Германия с Байерн. През 1971 г. треньорът Хелмут Шьон вика Шварценбек за първи път в националния отбор. На следващата година става европейски шампион в състата на Бундестима. Това е първа титла за Германия от първенство на Стария континент.
През 1974 г. защитникът става и световен шампион, като на домакинския Мондиал Германия побеждава силния тим на Холандия. Шварценбек изиграва ключова роля за спечелването на първата Европейска клубна титла от Байерн. Във финалната среща с Атлетико Мадрид бранителят вкарва изравнителен гол в самия край на продълженията. По тогавашните правила, при такъв резултат двубоят се преиграва. В реванша Байерн разгромява испанците с 4:0. В следващите два сезона тимът печели КЕШ още 2 пъти. През 1976 става носител и на Междуконтиненталната купа. През сезон 1979/80 е капитан на Байерн.
Завършва кариерата си през 1981 г. поради тежка контузия.

## Успехи

### Клубни
- Шампион на Германия – 1968/69, 1971/72, 1972/73, 1973/74, 1979/80, 1980/81
- Купа на Германия – 1967, 1969, 1971
- Купа на Европейските шампиони – 1974, 1975, 1976
- Купа на носителите на купи – 1967
- Междуконтинентална купа – 1976

### Национални
- Европейски шампион – 1972
- Световен шампион – 1974